# Florent Willems
Florent Willems (Luik, 8 januari 1823 - Neuilly-sur-Seine, nu deel van Parijs, 23 oktober 1905) was een Belgisch kunstschilder. Hij maakte vooral genrewerken en later vrouwportretten in de stijl van de zeventiende-eeuwse Hollandse meesters. Ook was hij een vaardig tekenaar.

## Leven
Willems werd geboren in Luik en kreeg zijn opleiding aan de kunstacademie te Mechelen, waar zijn familie in 1832 naartoe was verhuisd. Hij kwam vervolgens te Brussel aan de kost als restaurateur van schilderijen en kopieerde oude Hollandse meesters, met name Gerard ter Borch, Caspar Netscher en Gabriël Metsu. Vanaf 1840 stelde hij ook eigen werken tentoon, voor het eerst in de Antwerpse salon. Ook in Brussel had hij succesvolle exposities. Hij vond een beschermheer in de Britse diplomaat Sir George Hamilton Seymour, wiens familie hij ook portretteerde.
In 1844 verhuisde Willems naar Parijs en exposeerde tweemaal in de Parijse salon. Ook restaureerde hij in die periode in het Louvre het schilderij Saint-Jean van Rafaël Santi. In 1855 nam hij deel aan de wereldtentoonstelling.

## Werk
In de beginfase van zijn carrière schilderde Willems vooral interieurs, genrewerken en historische taferelen in de traditie van de oude Hollandse meesters uit de zeventiende eeuw, in welke tijd hij zijn werken ook vaak situeerde. Later zou hij zich meer toeleggen op portretten, vooral van elegante vrouwen, en kostuumschilderijen. Hij was gekend om zijn glazige, geëmuleerde techniek en de minutieuze weergave van texturen, niet alleen van kleding, maar ook van ornamenten , meubels, behang, enzovoort. Het anekdotische element is erg belangrijk in zijn werk.
Willems was een vriend en mentor van Alfred Stevens, die van hem de kunst van het vrouwen portretteren leerde. Hij verkocht veel werk in Amerika, waar zijn werk erg populair was. In 1878 werd hij opgenomen in het Franse Legioen van Eer. 
Hij overleed in 1905, 82 jaar oud. Zijn neef Charles-Henri Willems werkte eveneens als portretschilder te Parijs.

## Galerij

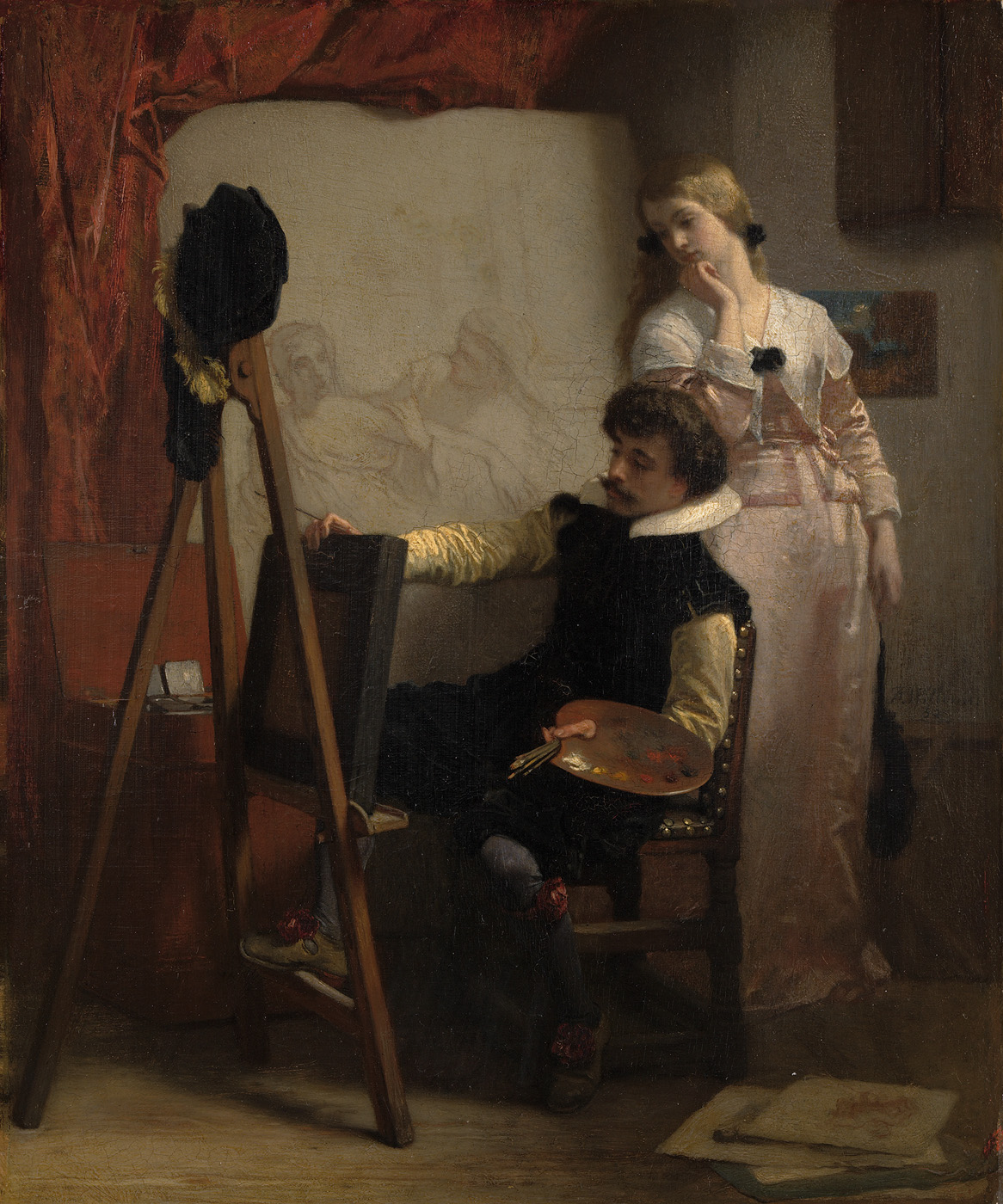
Een schilder voor zijn ezel toont een schilderij aan een meisje
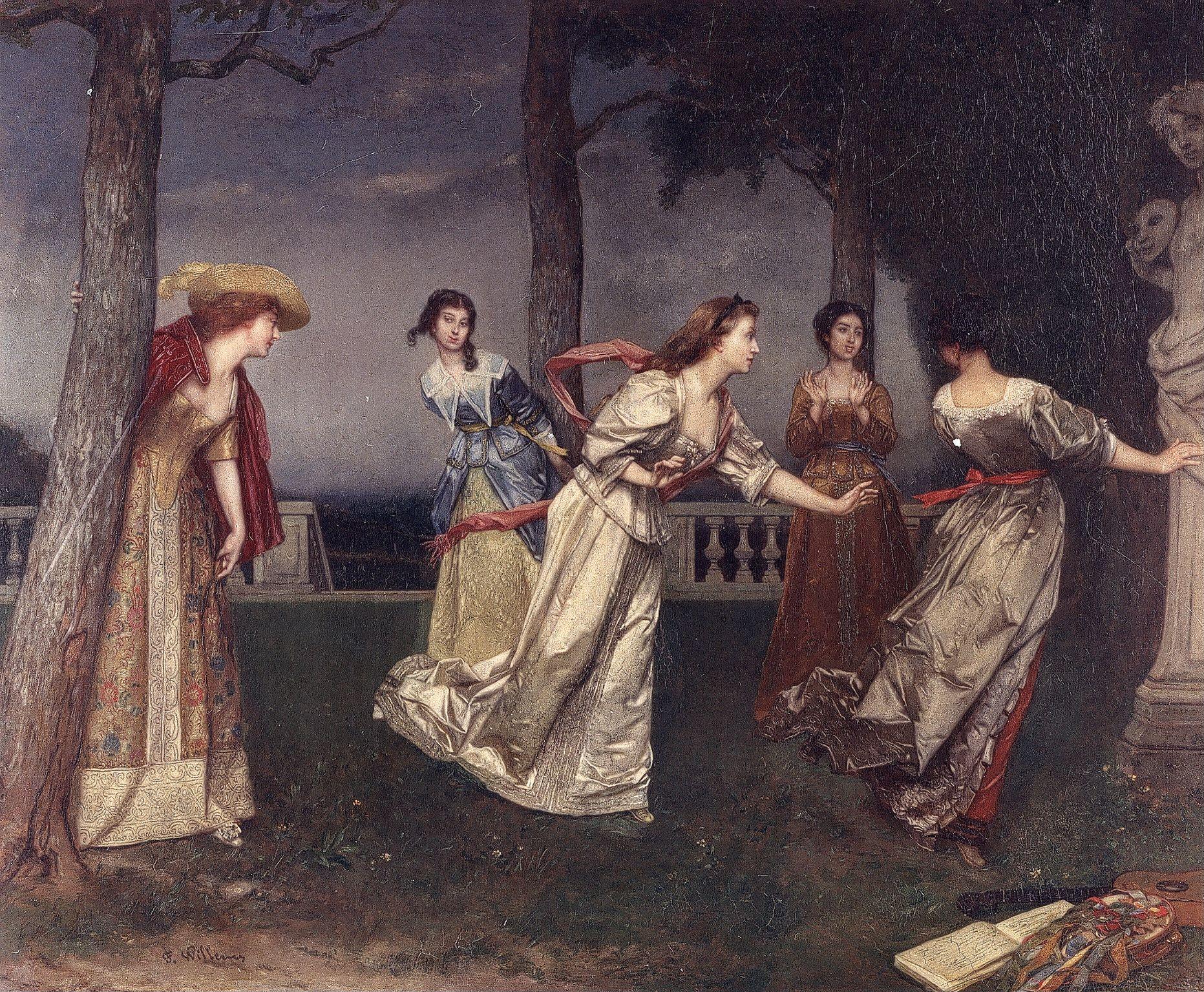
Vijf spelende jongedames in een park
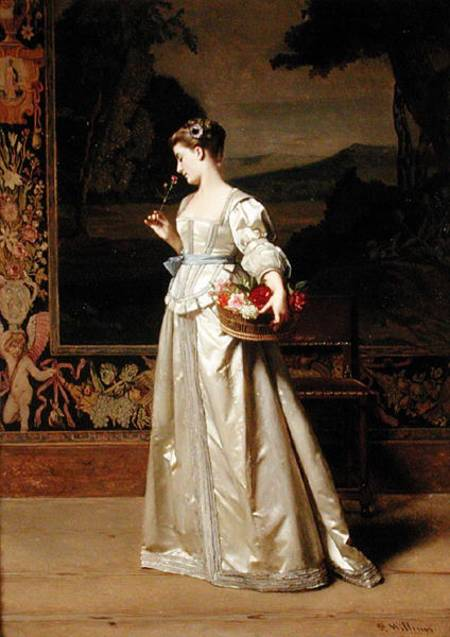
De rozenmand
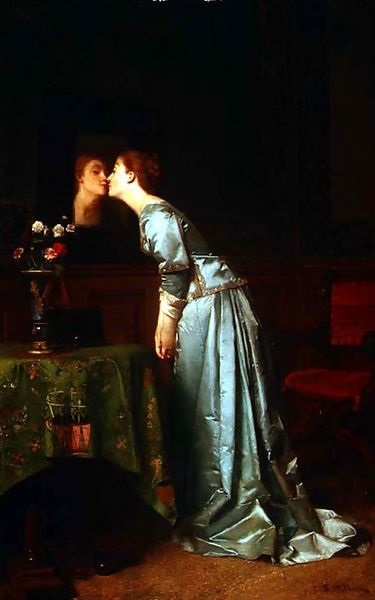
De spiegel
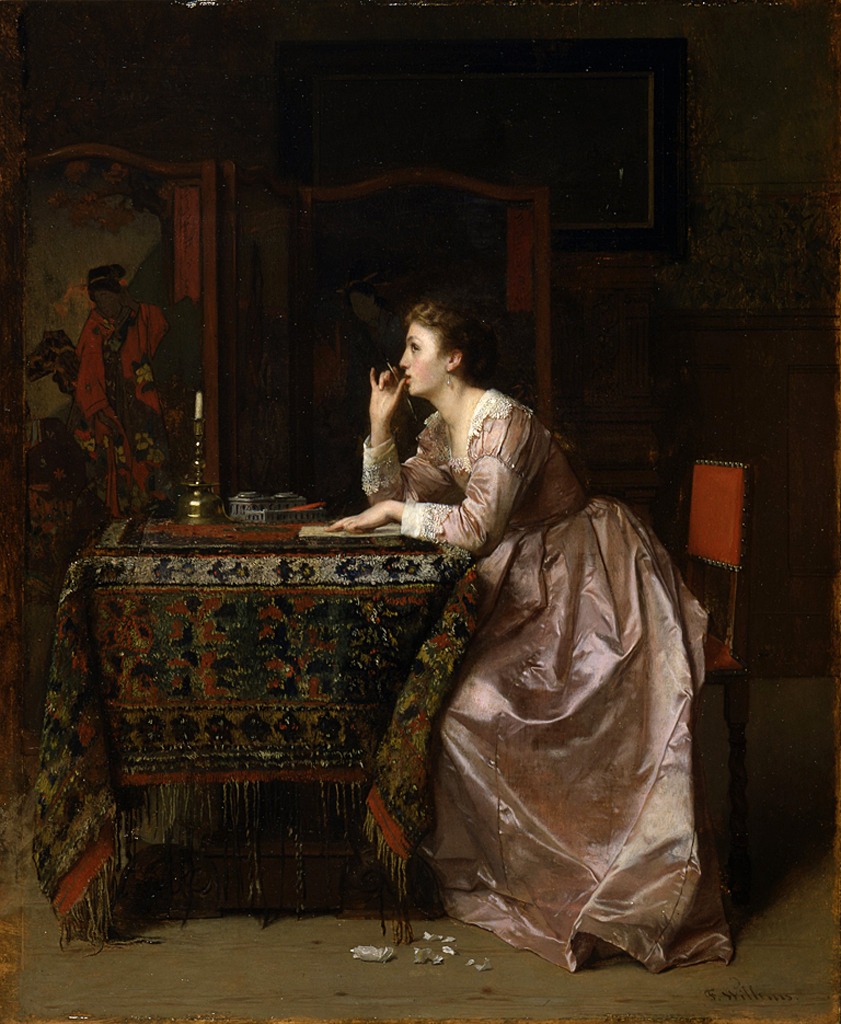
Het belangrijke antwoord
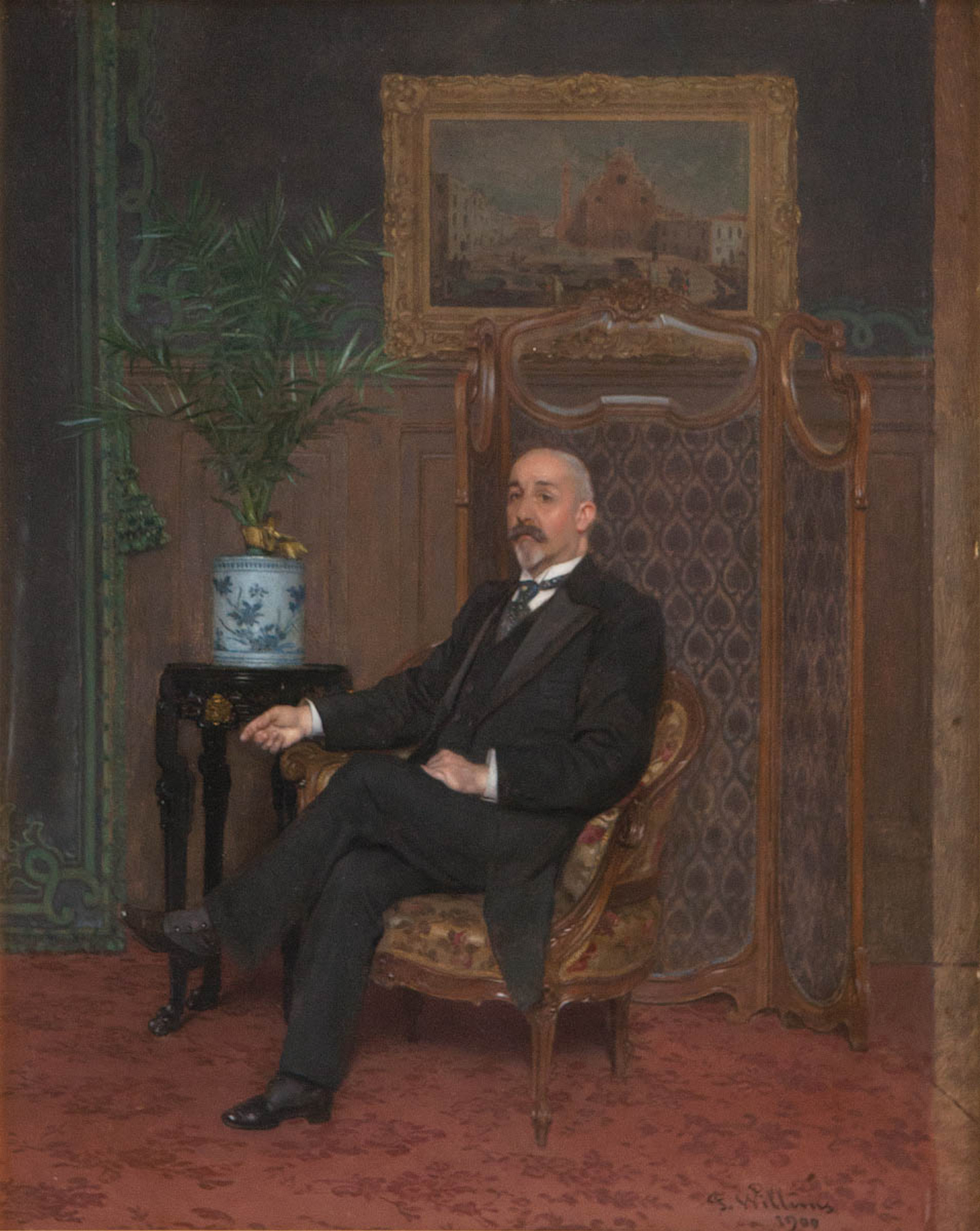
Portret van een heer in burgerlijk interieur
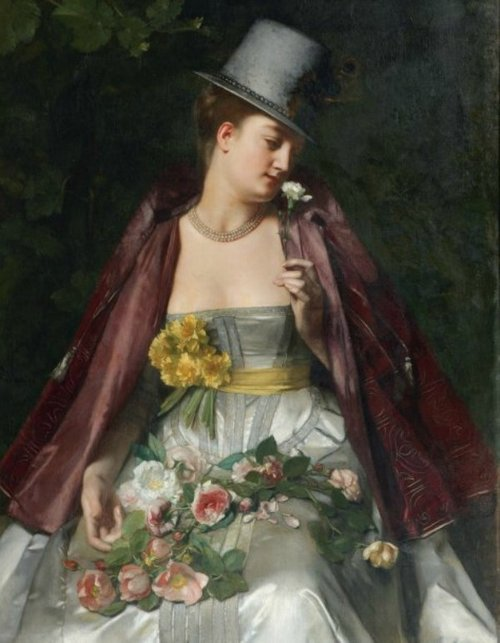
Portret
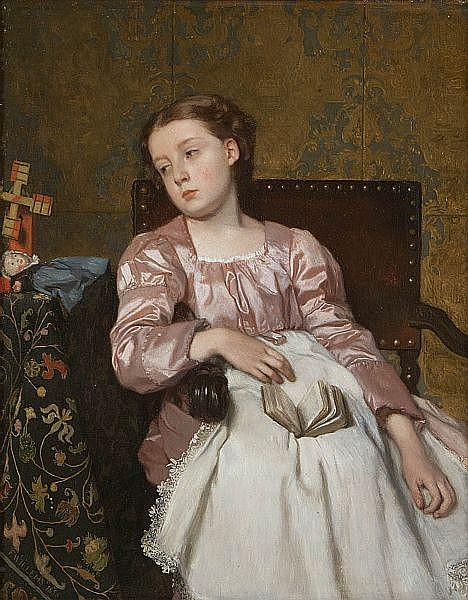
Meisje, in gedachten verzonken
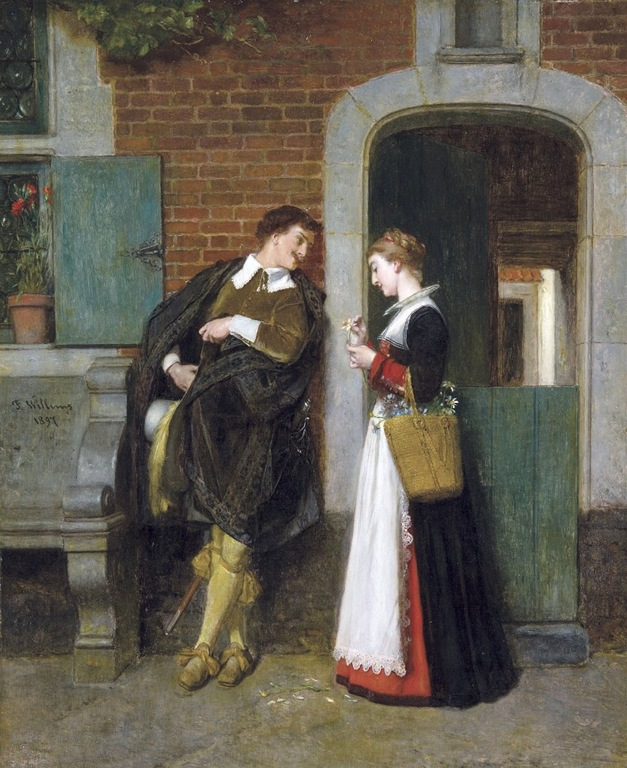
Praatje
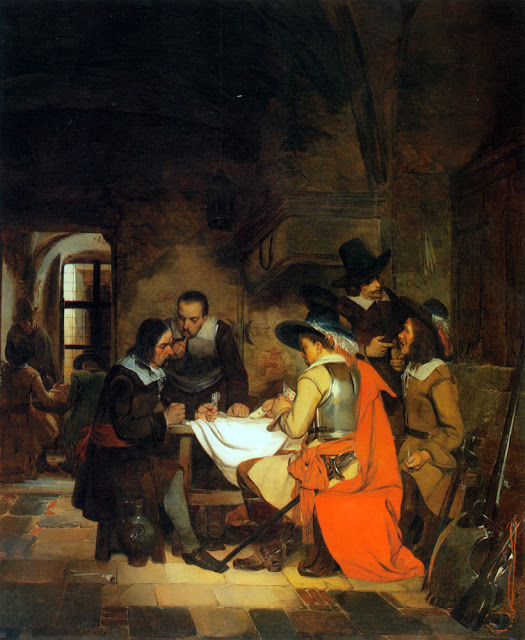
De kaartspelers
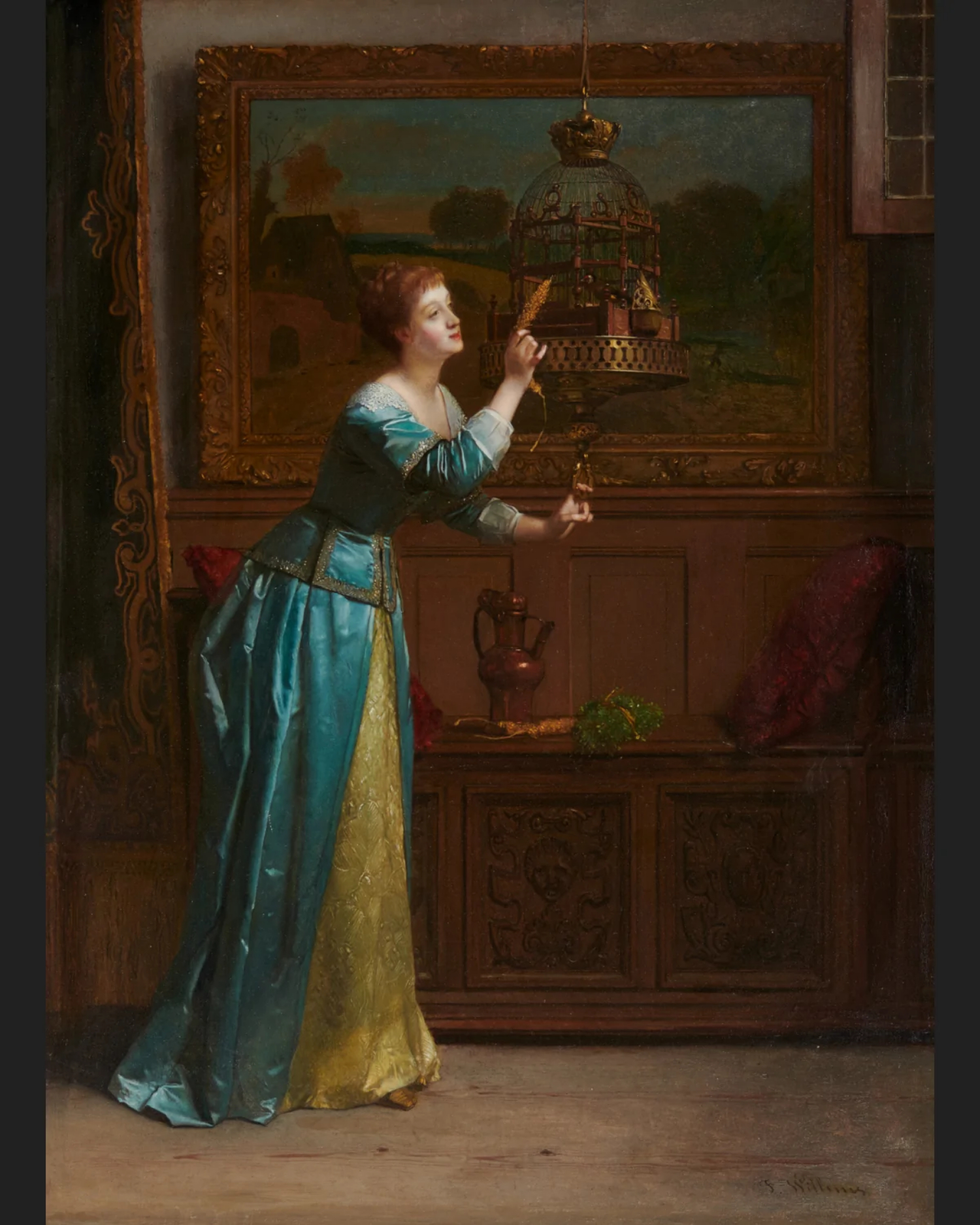
Haar beste vriend
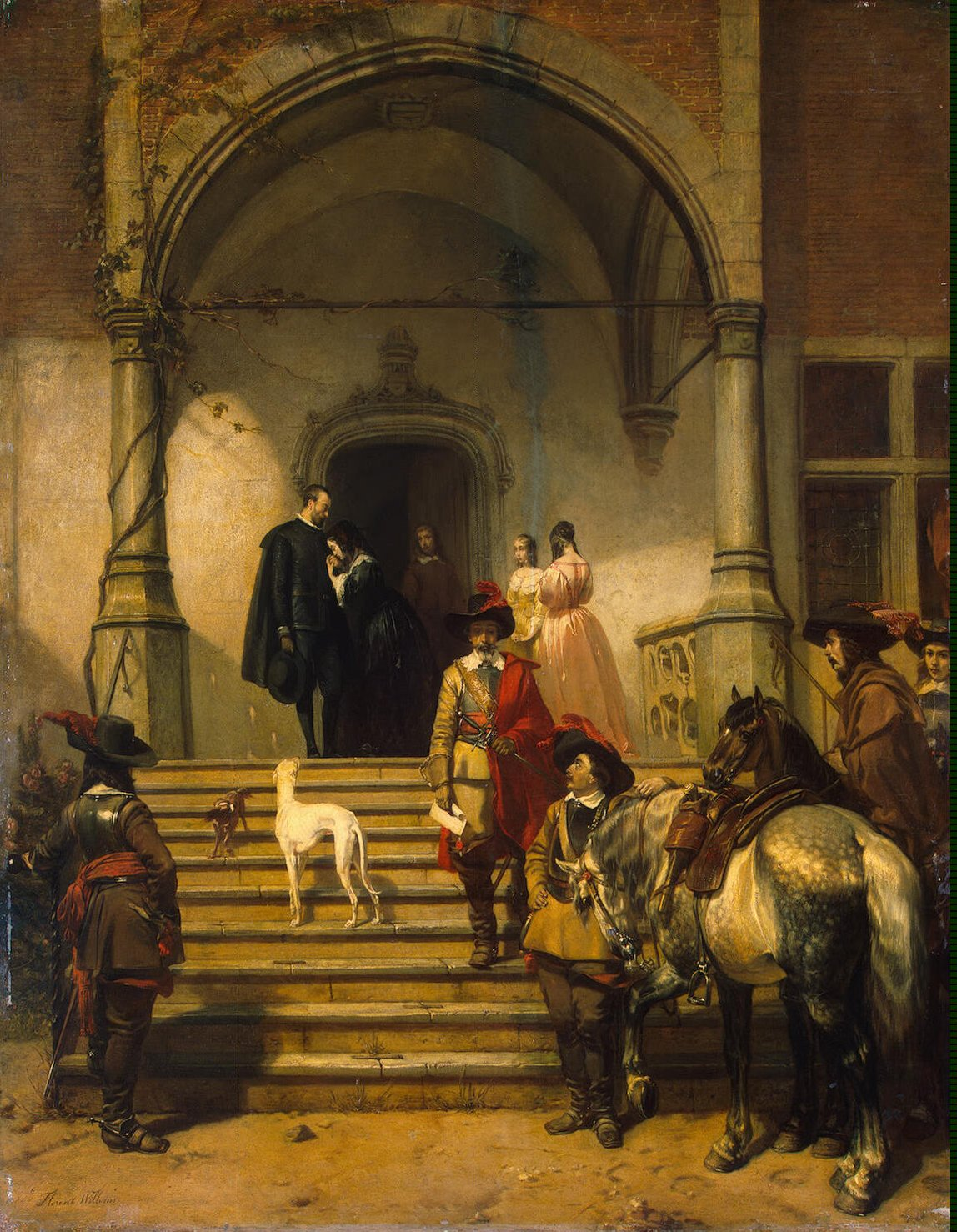
Arrestatiescène uit de Drie Musketiers

## Tentoonstellingen
- Salon 1840, Antwerpen
- Salon 1842, Brussel : “De Corps-de garde” en “De Muziekles”
- Salon 1845, Brussel
- Tentoonstelling van Levende Meesters 1847, Den Haag : “Boogschutterfeest”
- Salon 1848, Brussel
- Tentoonstelling van Levende Meesters 1849, Den Haag : “Voorlezing uit de bijbel ten tijde van Karel IX”
- Wereldtentoonstelling 1855, Parijs : “Interieur van een zijdehandelaar anno 1660” en “Koketterie” (aangekocht door respectievelijk Keizer Napoleon III en Keizerin Eugénie)
- Tentoonstelling van Levende Meesters 1877, Amsterdam : “Het bezoek” en “Moederzorg”

## Musea
- Amsterdam, Stedelijk Museum
- Antwerpen, Koninklijk Museum voor Schone Kunsten
- Brugge, Groeningemuseum
- Brussel, Koninklijke Musea voor Schone Kunsten van België
- Brussel, Charlier Museum
- Dublin
- Hamburg
- Lier, Museum Wuyts Van Campen en Baron Caroly
- New York, Metropolitan Museum
- New York, Public Library
- Nice, Musee des Beaux Arts
- Philadelphia,  W.P. Wilstach Coll.
- Vannes
- Wenen, Czernin Galerie